# Doktor Kildare (serial telewizyjny)
Doktor Kildare (ang. Dr. Kildare) – amerykański medyczny serial telewizyjny opowiadający o pracy tytułowego bohatera, doktora Jamesa Kildare'a pracującego w szpitalu Blair General w anonimowym dużym mieście. Serial, emitowany w USA w latach 1961-1966, stworzono na podstawie serii utworów pulpowych autorstwa Fredericka Schillera Fausta piszącego pod pseudonimem Max Brand oraz filmów wytwórni Metro-Goldwyn-Mayer wydawanych w latach 30. i 40 XX wieku.. Serial uważa się za pierwszy w historii telewizyjny serial medyczny.
Serial wyprodukował dla sieci NBC Norman Felton. W pierwszych sezonach każdy odcinek trwał 60 minut i był emitowany raz w tygodniu, w czwartek po 20:30. W ostatnim sezonie, pod wpływem sukcesu pierwszej opery mydlanej Peyton Place, zmieniono format na dwa półgodzinne odcinki nadawane w poniedziałki i wtorki po 20:30. Ostatni sezon był także emitowany w kolorze.

## Obsada
- Richard Chamberlain jako dr Kildare
- Raymond Massey jako dr Leonard Gillespie
- Lee Kurty jako siostra Zoe Lawton
- Jean Inness jako siostra Beatrice Fain
- Ken Berry jako dr John Kapish
- Eddie Ryder jako dr Simon Agurski
- Steve Bell jako dr Quint Lowry
- Jud Taylor jako dr Thomas Gerson
- Leslie Nielsen jako Harry Kleber
- Martin Balsam jako dr Milton Orloff
- William Shatner jako dr Carl Noyes
- Dean Stockwell jako dr Rudy Devereux
- Fred Astaire jako Joe Quinlan
- James Earl Jones jako dr Lou Rush
- Cloris Leachman jako Rhoda Kirsh
- Jack Nicholson jako Jaime Angel
- Suzanne Pleshette jako Ellen Tracey Adams
- Angie Dickinson jako Carol Tredman
- George Kennedy jako sierżant Hensley
- Ramón Novarro jako Gasparo Paolini

i inni
W epizodach wystąpili m.in.: Lee Marvin, Rip Torn, Robert Culp, Yvette Mimieux, Basil Rathbone, John Saxon, Edward Asner, John Cassavetes, Olympia Dukakis, Robert Redford, Lauren Bacall, Polly Bergen, Peter Falk, Gloria Swanson, Douglas Fairbanks Jr., Walter Matthau, Gena Rowlands, Barbara Bel Geddes, Earl Holliman, Jack Warden, Charles Bronson, Ron Howard, Tom Bosley, Donnelly Rhodes, James Caan, Beau Bridges, Leonard Nimoy, Lana Wood, Victor French, Linda Evans, Ellen Burstyn, Teri Garr.
W castingu do roli tytułowej brało udział ponad 30 aktorów, zwyciężył William Shatner, ale zrezygnował z roli, podobnie jak James Franciscus, któremu ją zaproponowano.

## Fabuła

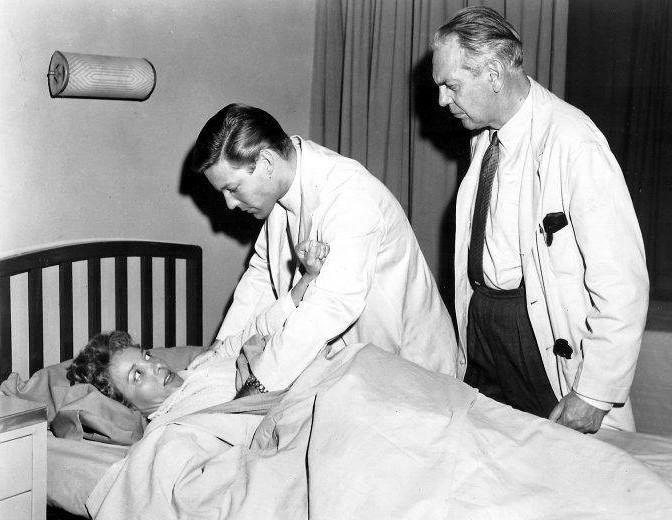
Kadr z serialu

Bohater rozpoczyna pracę jako stażysta i stopniowo uczy się zawodu. Mimo ostrzeżeń starszych kolegów (pierwsza nauka: Naszym zadaniem jest utrzymać ludzi przy życiu, a nie mówić im, jak mają żyć) identyfikuje się z problemami pacjentów. Osią serialu są relacje między Kildarem a jego mentorem, doktorem Leonardem Gillespie.

## Recepcja
Od tej roli rozpoczęła się kariera aktorska Chamberlaina, a popularność serialu została zdyskontowana w postaci licznych wydawnictw: powieści, komiksów, zabawek, gier, a nawet produktów spożywczych wyprodukowanych po filmie. Aktor nagrał także piosenkę Three stars will shine tonight do melodii tematu muzycznego z czołówki serialu, autorstwa Jerry’ego Goldsmitha.
W 1972 roku wyemitowano 24-odcinkowy serial Young Dr. Kildare, będący remakiem Doktora Kildare'a, z Markiem Jenkinsem w roli tytułowej.

## Emisje w Polsce
Serial był emitowany w TVP od 30 czerwca 1963 roku, jako jeden z pierwszych zachodnich seriali pokazywanych w polskiej telewizji i zdobył olbrzymią popularność. Swego rodzaju polską odpowiedzią na popularność Doktora Kildare był serial Doktor Ewa.